# La Poupée rouge
Pour plus de détails, voir Fiche technique et Distribution.
La Poupée rouge est un film français réalisé par Francis Leroi, sorti en 1970.

## Synopsis
Dans un pays inconnu, à une époque inconnue, deux jeunes filles Agnès, révolutionnaire dans l'âme, et Pop, insouciante et rêveuse, font face ensemble à la guerre civile.

## Fiche technique
- Titre : La Poupée rouge
- Réalisation : Francis Leroi
- Scénario : Francis Leroi
- Photographie : Alain Levent
- Montage : Joële Van Effenterre
- Musique : André Chini
- Production : Alain Dahan
- Société de production : Aude Productions, Dovidis
- Sociétés de distribution : Société Nouvelle des Acacias
- Pays de production :  France
- Langue originale : Français
- Format : Couleur
- Durée : 80 minutes
- Date de sortie :
  - France : 7 janvier 1970

## Distribution
- Gaëtane Lorre : Pop
- Aude Olivier : Agnès
- André Oumansky : Sébastien
- François Guilloteau : François
- Roland Ménard : L'oncle
- Bernadette Robert
- Guy Heron
- Alain Riou
- Régine Motte
- Pierre Plessis
- Jacques Dhery
- Daniel Bellus
- Jean-Pierre Ducos
- Jean-Pierre Moutier
- Gil Mathias
- Alain Macé
- Dominique Delroche
- Alex Perdrian
- François Lauzon

## Distinctions
Le film a été présenté à la Quinzaine des réalisateurs, en sélection parallèle du festival de Cannes 1969.